# Noaea tomentosa
Noaea tomentosa är en amarantväxtart som först beskrevs av Horace Bénédict Alfred Moquin-Tandon, och fick sitt nu gällande namn av Horace Bénédict Alfred Moquin-Tandon. Noaea tomentosa ingår i släktet Noaea och familjen amarantväxter. Inga underarter finns listade i Catalogue of Life.